# Далип Сингх, София
Принцесса София Александра Далип Сингх (8 августа 1876, предп. Elveden Hall — 22 августа 1948, Tylers Green, Бакингемшир) — британская суфражистка.

## Биография
София Далип Сингх была внучкой сикхского правителя Ранджита Сингха, которого англичане заставили отречься от престола, и дочерью махараджи Далипа Сингха, который вырос и жил в изгнании в Великобритании. Её матерью была махарани Бамба Мюллер, а крёстной матерью — королева Виктория. Ее мать умерла в 1887 году, и отец женился во второй раз; он умер в 1893 году, оставив каждому из своих девяти детей значительное приданое. В 1895 году София Далип Сингх и две из четырех её сестёр стали дебютантками при дворе в Букингемском дворце. В 1898 году королева Виктория предоставила ей право жить в Фарадей-хаусе в поместье дворца Хэмптон-Корт.
В 1903 и 1907 годах посетила Индию и познакомилась там с такими борцами за независимость Индии, как Гопал Кришна Гокхале и Лала Ладжпат Рай; её братьям колониальная власть запретила ездить в Индию по политическим причинам. В 1909 году она была завербована Уной Дагдейл в Женский общественно-политический союз (WSPU) и с тех пор вела кампанию за избирательное право для женщин. Выступала на публичных мероприятиях и организовывала пожертвования. Она поддерживала Женскую лигу сопротивления налогам (WTRL) и неоднократно подвергалась штрафам за отказ платить налоги, но по политическим причинам английские судебные органы избегали тюремного заключения принцессы. Чтобы собрать налоги, её драгоценности были конфискованы и выставлены на публичный аукцион. Аукционы использовались WTRL в качестве общественной трибуны в пользу женского избирательного права. 18 ноября 1910 года, в «чёрную пятницу», она приняла участие в демонстративном марше женщин к Палате общин, возглавляемом Эммелин Панкхерст. По приказу министра внутренних дел полиция силой оттеснила женщин, и некоторые из них получили серьезные травмы. В 1913 году Далип Сингх сфотографировалась продающей газету «Суфражистка» возле Хэмптон-корта. В 1915 году она снова приняла участие в демонстрации женщин-работниц. В 1918 году в Великобритании было введено переписное избирательное право для женщин, а в 1928 году — всеобщее избирательное право для женщин.
Во время Первой мировой войны Далип Сингх добровольно стала медсестрой Красного Креста и ухаживала за ранеными индийскими солдатами в британской армии в Англии. В 1924 году она снова отправилась в Индию, чтобы поддержать индийское движение суфражисток, которое достигло частичного успеха в 1920-х годах; однако всеобщее избирательное право появилось только с обретением Индией независимости в 1947 году.
Далип Сингх была членом Суфражистского братства до самой своей смерти. Её старшая сестра принцесса Кэтрин Хильда Далип Сингх (1871—1942) также была активной участницей WSPU. Жила в Германии в Кассель-Муланге с 1920-х годов до ноябрьских погромов 1938 года, когда ей пришлось вернуться в Англию из-за немецкого расизма. Её сестра Бамба вернулась в Лахор и вызвала беспорядки в британской колониальной администрации как «королева Пенджаба».